# Vireda

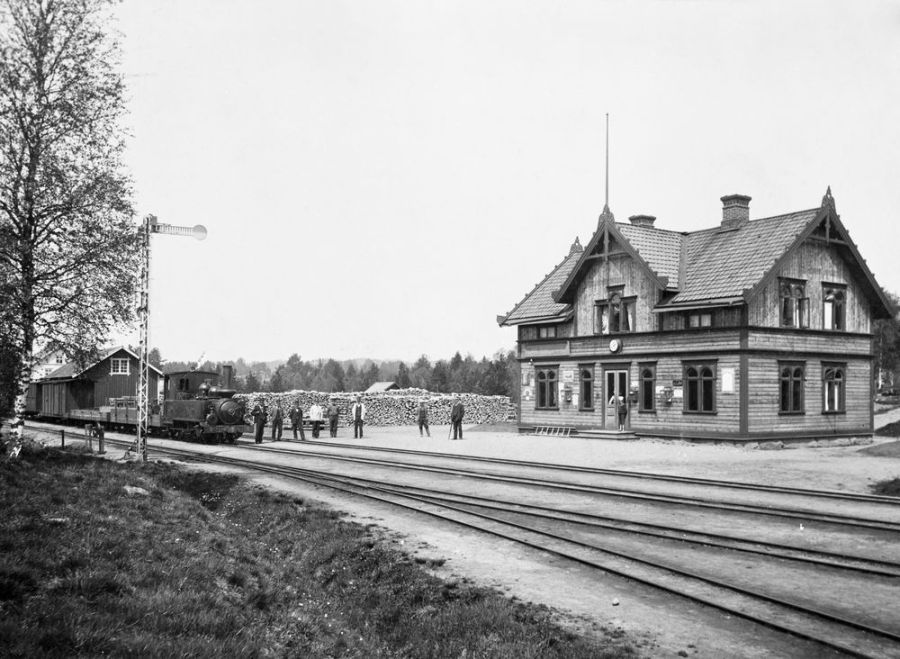
Vireda station, omkring 1915

Vireda är en tidigare småort i Aneby kommun i Jönköpings län, kyrkby i Vireda socken. Vireda kyrka ligger här. 2015 hade folkmängden i området minskat, och småorten upplöstes.
Från 1900 till 1935 var Vireda station ändstation för Jönköping-Gripenbergs Järnväg, som befraktade den 42,7 km långa Gripenbergsbanan med det tåg som i folkmun kallades "Trådrullatåget".
Det smalspåriga tåget utgick från Jönköping Östra station och hade även ett 1,4 km långt stickspår från Rosendala station i Huskvarna in till stadens centrum. Avsikten med linjen var att förena de södra och norra stambanorna från Nässjö via Jönköping till Gripenberg, men av olika skäl kom man inte längre än till Vireda.